# Église Notre-Dame-de-l'Assomption d'Orgelet
Pour les articles homonymes, voir Église de l'Assomption et Notre-Dame-de-l'Assomption.
L'église Notre-Dame-de-l'Assomption d'Orgelet est une église fortifiée du XVe siècle avec un beffroi à clocher à dôme à impériale et lanterne, à Orgelet en France, dans le Jura en Franche-Comté. Dédiée à l'Assomption de Marie, elle est classée aux monuments historiques depuis le 10 février 1913.

## Histoire
La population utilise comme lieu de culte, une importante chapelle castrale (chapelle du château), à l'emplacement des chapelles nord de l'édifice actuel, jusqu'au début du XIIIe siècle. Cette église primitive, dont il ne subsiste que les fondations, était intégrée dans les remparts de l'époque de la cité fortifiée.

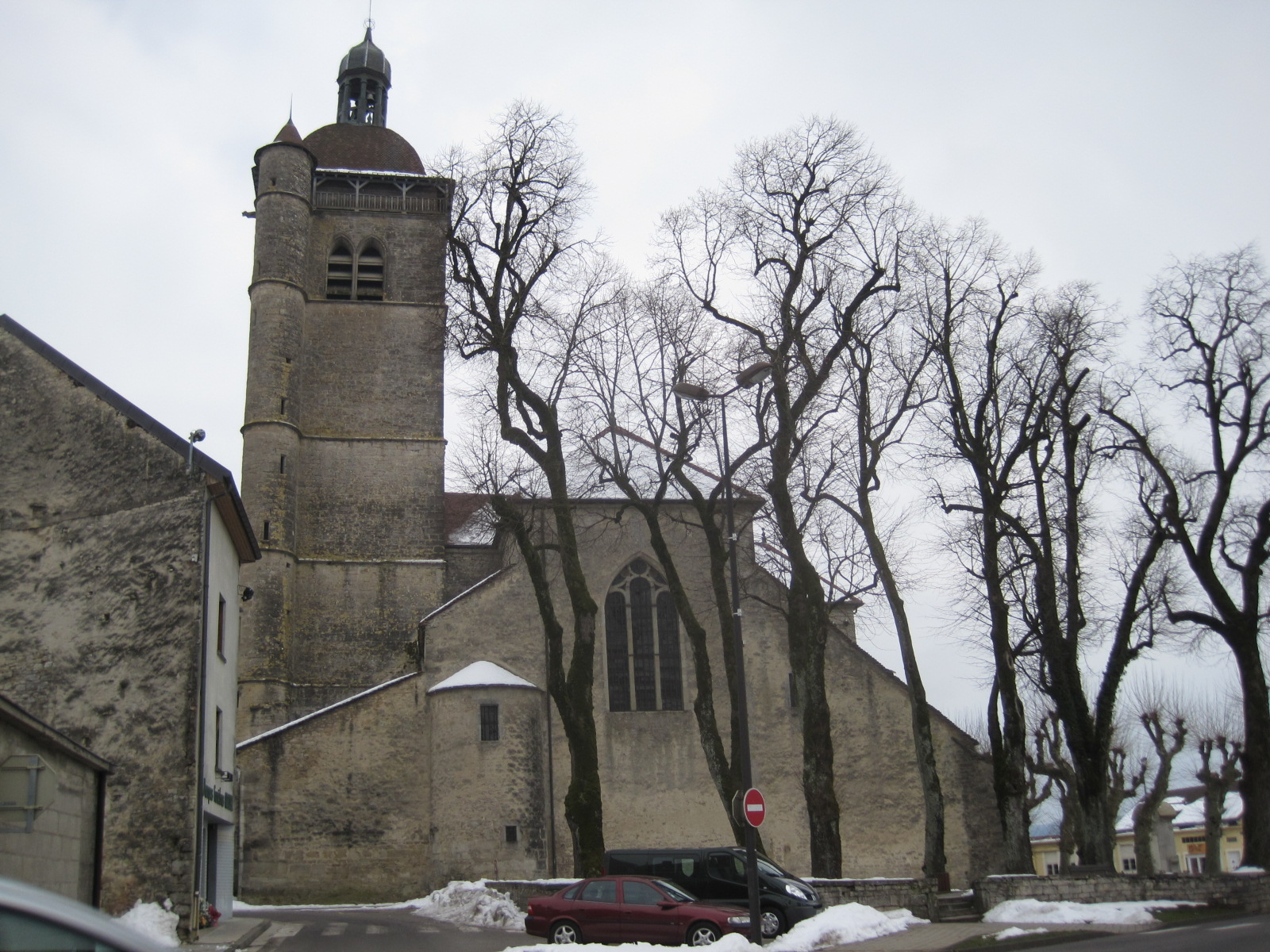
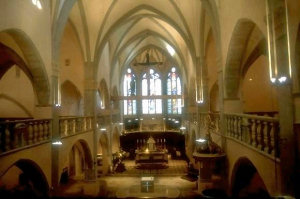

Au XVe siècle, une nouvelle église constituant la structure du clocher, des chapelles et des bas côtés nord de l'église actuelle est édifiée.
En 1606 un important incendie détruit 52 maisons et l'église. Seules les chapelles du XVe siècle et le clocher sont conservés. Le maître-maçon dolois Odot Maire est chargé de relever les parties écroulées et d'agrandir l'église, achevée en 1627, avec une nef de 46 mètres de longueur et de 15 mètres de hauteur, recoupée en son milieu par un transept de 32 mètres.

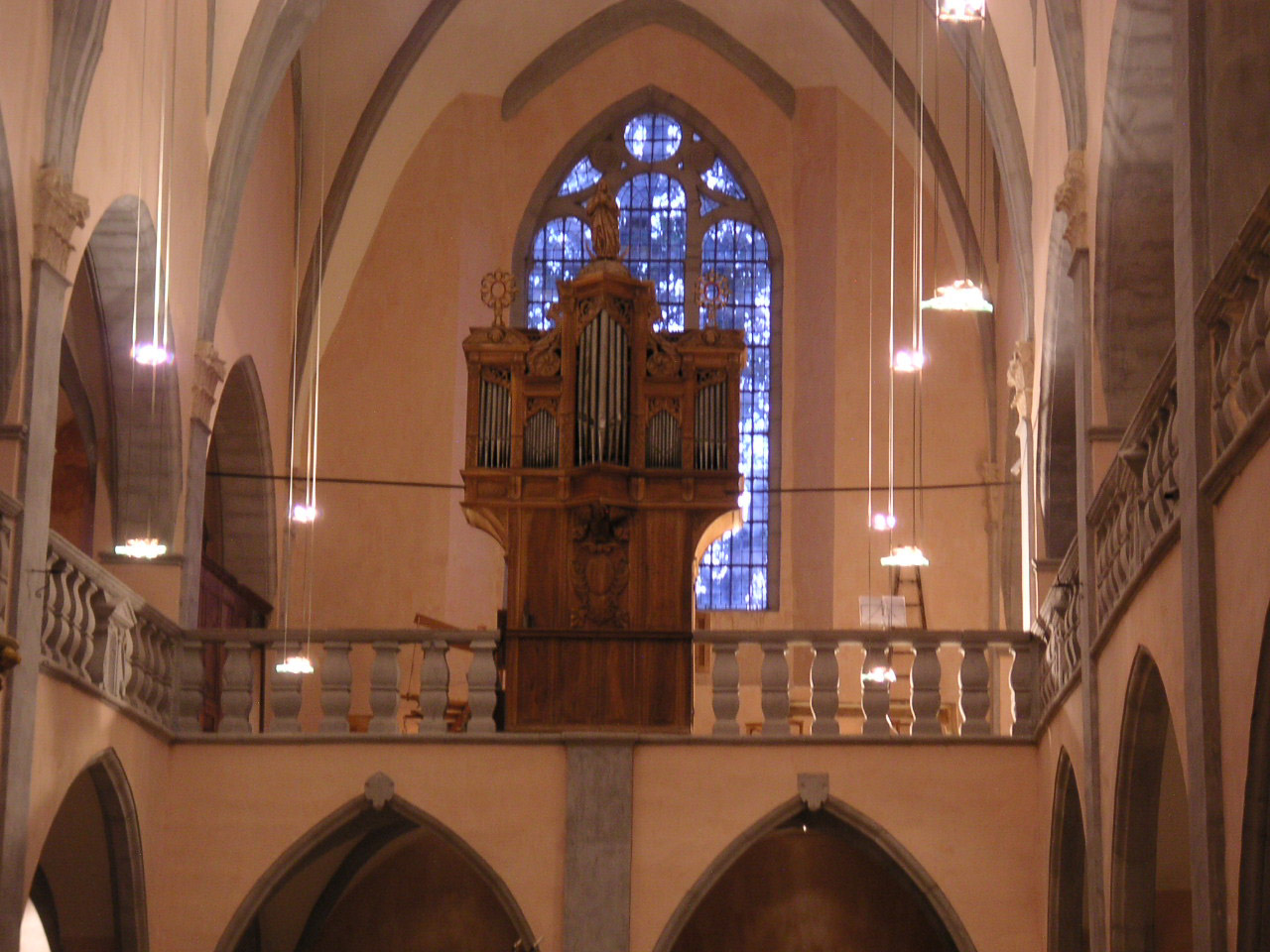
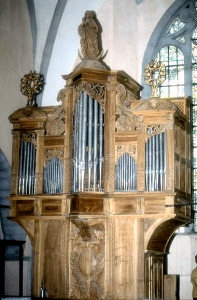

Durant la guerre de dix ans (1636-1644), la ville est prise en 1637, et l'église subit de nouvelles dégradations dans l'incendie de la cité ordonné par le duc Henri II d'Orléans-Longueville. En 1639 une partie de la charpente du clocher ainsi que la flèche s’effondrent.
La restauration du clocher avec ajout d'un clocher à dôme à impériale et lanterne d'une hauteur à 55 mètres, s'achève en 1658.
L'orgue du XVIIe siècle (le plus ancien des orgues en service dans le Jura), est placé là en 1724 par le facteur d'orgue du roi, Marin Carouge.
En 1776 de grands travaux de décoration intérieure sont entrepris : murs et voûtes blanchis, arêtes, cordons et arceaux de voûtes peints en mélange d'ocre, rouge et jaune.
Durant la Révolution française, l'édifice est reconverti en temple de la Raison, puis en magasin à fourrage.
En 1994, l'église est entièrement restaurée.

## Musée
Un carrelage médiéval multicolore de 3 000 carreaux sur environ 50 m2, de la fin du XIIIe siècle, découvert en 1975 dans les ruines du château qui domine la cité, y est exposé.